# Trenčianske Stankovce
Trenčianske Stankovce és un poble i municipi d'Eslovàquia que es troba a la regió de Trenčín.

## Història
La primera menció escrita de la vila es remunta al 1212.

## Demografia
| Godina             | 1994 | 2004    | 2014   | 2024   |
| ------------------ | ---- | ------- | ------ | ------ |
| Nombre de persones | 2676 | 2998    | 3155   | 3404   |
| Diferència         |      | +12,03% | +5,23% | +7,89% |

| Godina             | 2023 | 2024   |
| ------------------ | ---- | ------ |
| Nombre de persones | 3435 | 3404   |
| Diferència         |      | −0,90% |